# Azipod

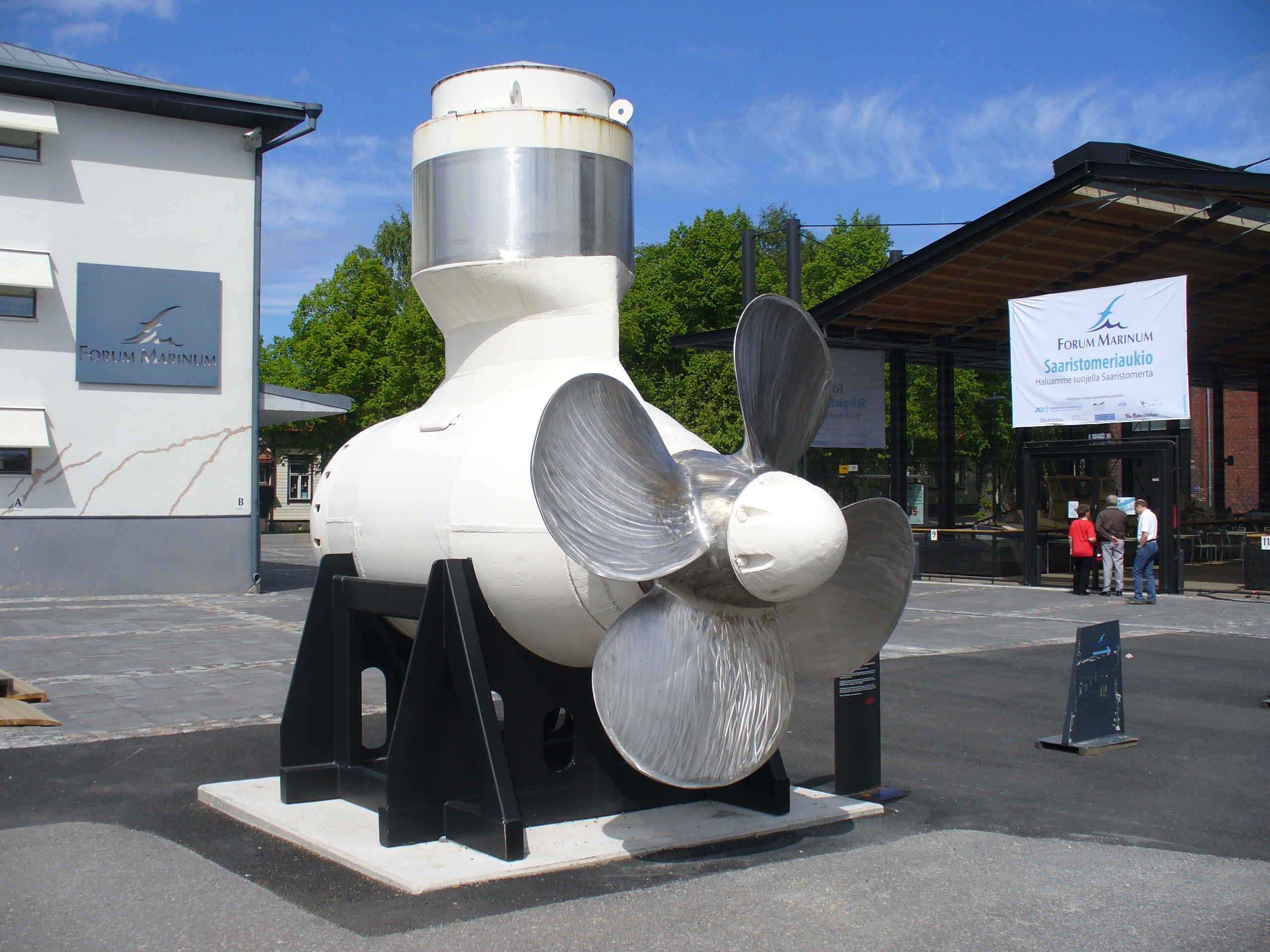
Первая в мире установка Azipod. Подарок ABB музею Forum marinum, Турку. Была установлена на буксир Seilin в 1990.

Azipod (от англ. azimuth — азимут, полярный угол и pod — капсула, гондола двигателя) — зарегистрированная торговая марка компании ABB, под которой производятся системы электродвижения для судов различного класса, в частности винторулевые колонки с непосредственным электроприводом гребного винта.

## Принцип действия
В традиционных судовых движительных системах двигатель находится внутри корпуса судна и вращение передается на движитель (винт) посредством промежуточных валов, иногда через редуктор.
Azipod — безредукторная система, в которой электродвигатель расположен в гондоле вне корпуса судна. Гондола может вращаться на 360 градусов, обеспечивая большую маневренность для судов по сравнению с обычными силовыми установками, что особенно важно при работе во льдах.
Гребной винт установлен непосредственно на валу электродвигателя, что позволяет передавать вращающий момент с двигателя непосредственно на винт, минуя промежуточные валы или редукторы. Отказ от промежуточных элементов пропульсивной системы позволил исключить потери энергии, возникающие в них при передаче энергии с вала двигателя на винт.
В полноповоротной версии азипод вращается на 360 градусов вокруг вертикальной оси, заменяя таким образом руль и рулевую машину. Обычно они применяются в комбинации, например, на круизном лайнере Queen Mary 2 установлены два полноповоротных и два неподвижных азипода.
Установка позволяет получить лучшую маневренность судна как по курсу, так и по скорости по сравнению с обычными движительными установками. Кроме того, такое техническое решение сокращает объём машинного отделения, повышая тем самым грузовместимость, что весьма актуально для транспортных судов.

## Суда с системой Azipod

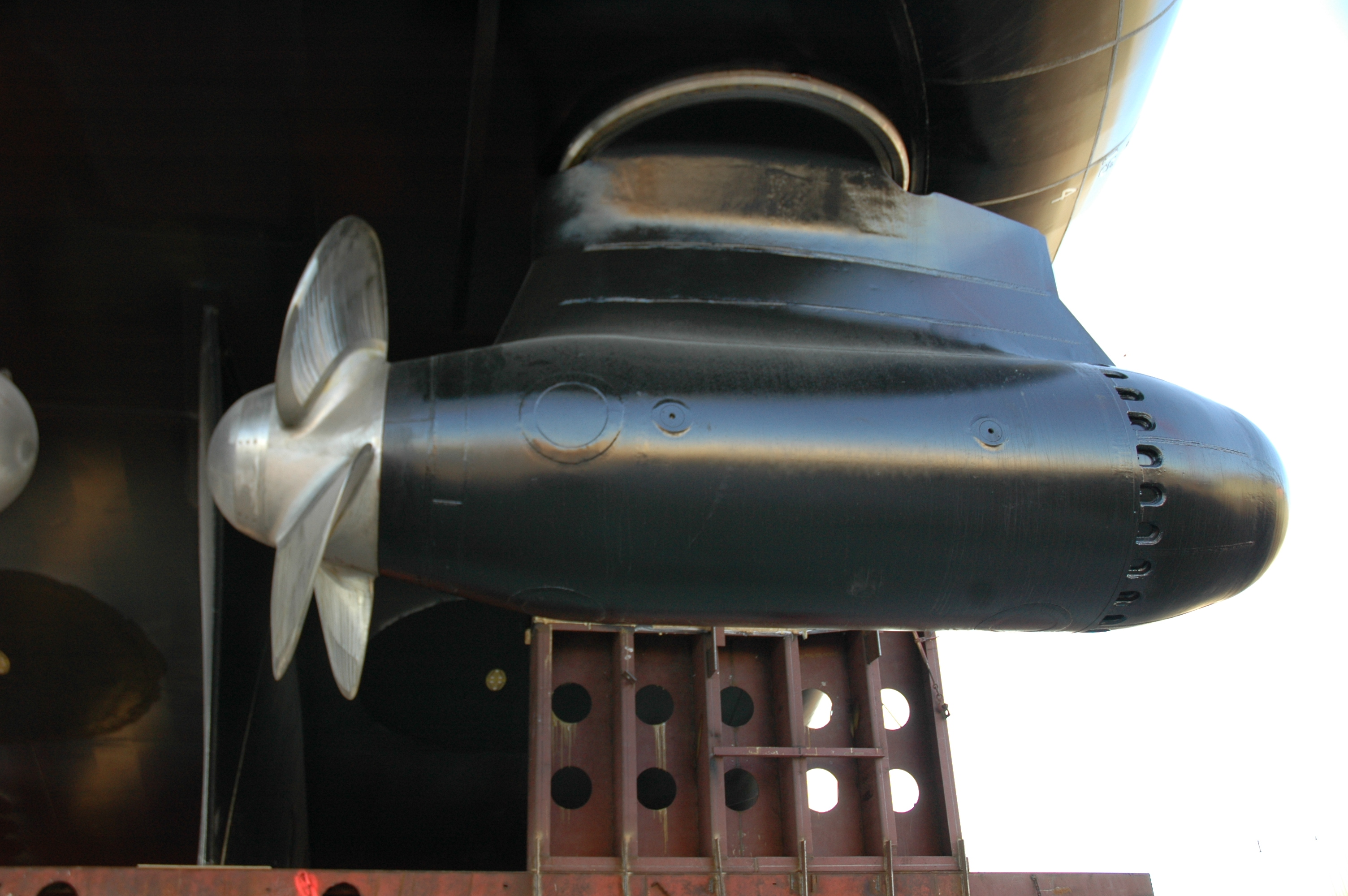
Установка «Azipod» на американском ледоколе береговой охраны USCGC Mackinaw (WLBB-30)

Более 90 судов ледового класса в мире оборудованы пропульсивной системой Azipod, более 50 из них работают на территории Российской Федерации. Максимальная мощность судна на системе Azipod, составляет 45 МВт. Технология винторулевой колонки ABB позволяет преодолевать лед толщиной более 2,1 метров, что позволяет судам работать в Арктике без ледокольного сопровождения.
- 15 ледовых танкеров-газовозов класса Yamalmax, обслуживающих проект «Ямал СПГ». Это самые мощные суда ледового класса в мире. Они способны проходить Северный морской путь самостоятельно, без ледоколов.
- Дизель-электрические ледоколы «Александр Санников» и «Андрей Вилькицкий». Построены для компании «Газпром нефть».
- Контейнеровоз «Мончегорск» — одно из шести арктических судов, построенных для ГМК «Норильский Никель». Первое коммерческое судно, совершившее рейс по Северному морскому пути при помощи системы Azipod без сопровождения ледокола.
- Кабельное судно «Atlantic Guardian» — предназначено для прокладки и дальнейшего обслуживания кабельных магистралей связи, проходящих по дну океана.[1]
- Танкеры проекта Р-70046 — способны ходить в различных морях, однако предназначены для перевозки нефти с нефтедобывающей платформы на перегрузочный терминал в районе Мурманска.
- Круизные лайнеры, например: «Круизные суда класса Oasis», «Zuiderdam», «Carnival Legend», «P&O Aurora».
- Круизное судно Independence of the Seas
- Вертолётоносцы класса «Мистраль»
- Ледокол проекта Aker ARC 130A (Александр Санников)
- Дизель-электрический ледокол 25МВт проекта 22600 («Балтийский завод-Судостроение»)